# Absalão
Absalão (em hebraico: אַבְשָלוֹם; romaniz.: Avshalom; lit. "Pai da Paz"), foi o terceiro filho do rei Davi; segundo o Antigo Testamento, era um rebelde que tentou usurpar o trono de seu pai. Sendo o terceiro filho de Davi, era o único filho com Maaca, filha de Talmai, rei de Gesur.Absalão era admirado por sua beleza, sem defeito, notável por sua longa cabeleira.

## Vida

### A narrativa de Tamar

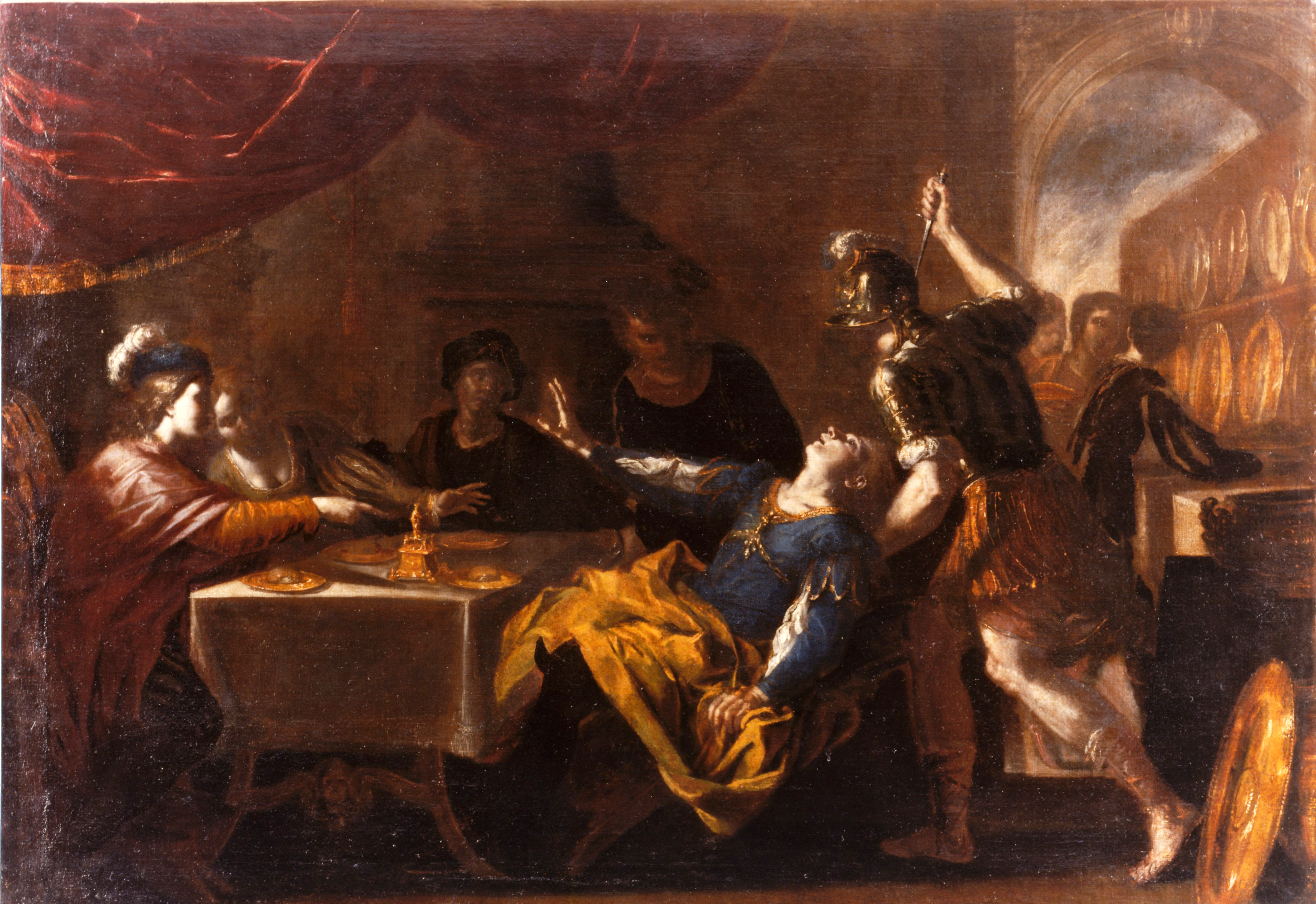
"O Banquete de Absalão", obra atribuída a Niccolò de Simone.

Davi teve com Maaca uma filha chamada Tamar, que se tornou uma linda mulher. Tamar foi estuprada pelo filho mais velho de Davi, Amnom, em cerca de 982 a.C.. Absalão seu irmão, manteve-a em sua casa e planejou vingar este ato. Esperou dois anos e então convidou todos os filhos de Davi para a festa da tosquia das ovelhas, em Baal-Hazor, perto de Efraim. Embora Davi tenha sido convidado ele não aceitou o convite, embora os demais tivessem aceitado. Enquanto os convidados comiam e bebiam, os servos de Absalão já previamente combinados assassinaram Amnom. Os restantes fugiram para Jerusalém e contaram a Davi o sucedido, o que lhe ocasionou uma grande tristeza. Absalão fugiu para Gesur e ali ficou durante três anos com seu avô, o rei Talmai.

### Volta à Jerusalém
Davi continuava amando a Absalão, e este desejava voltar. Joabe mediou este retorno, e Davi o chamou de volta, mas durante dois anos Absalão não pôde comparecer à presença do rei. Posteriormente a reconciliação aconteceu de maneira completa, em 976 a.C..

### Ambições de Absalão

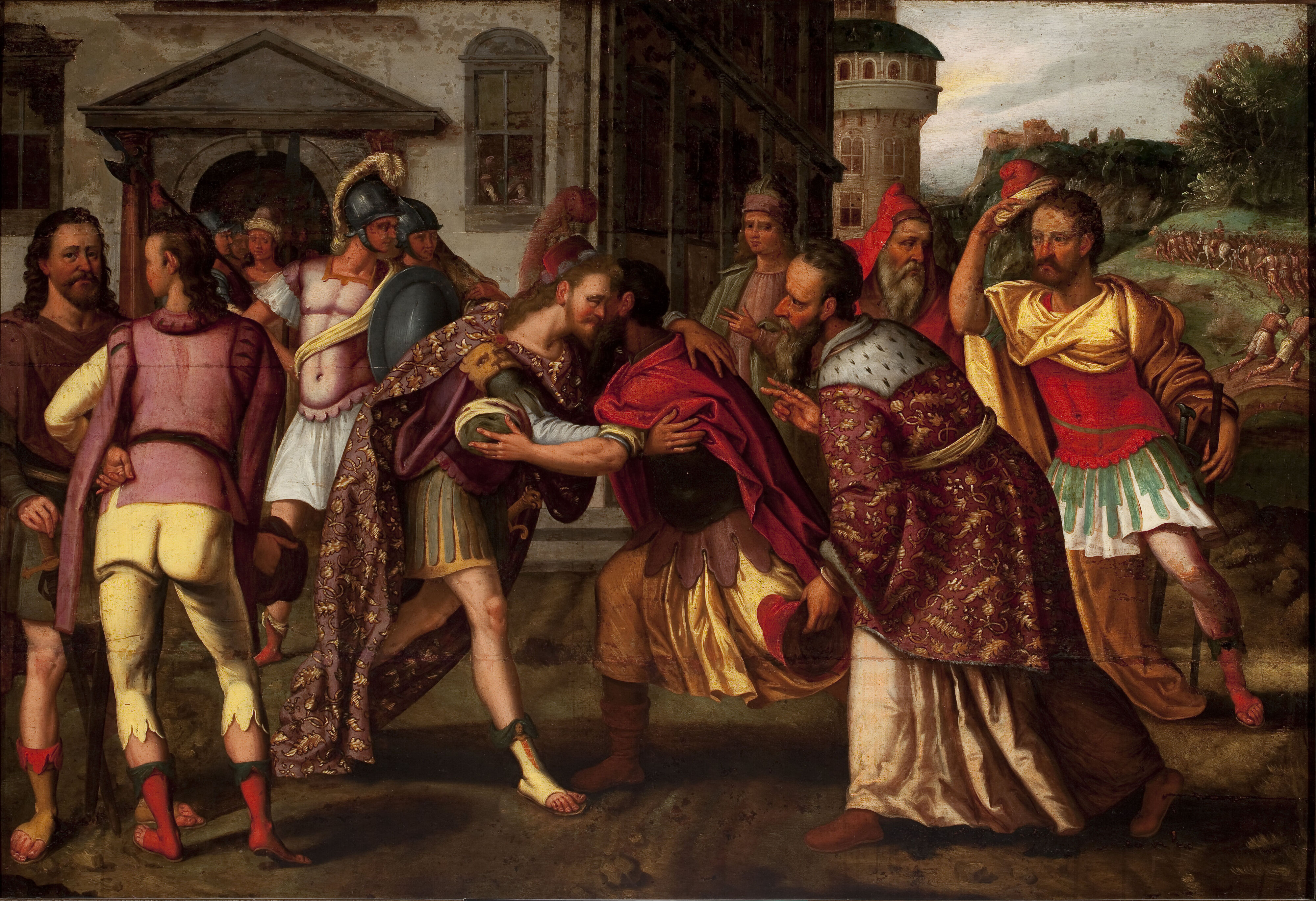
Absalão propiciando amigos.

Absalão começou a traçar planos para substituir a seu pai no trono. Amnom, seu irmão mais velho estava morto. Restava ainda Quileabe, mas somente Absalão era de sangue nobre, porque sua mãe era filha de um rei. Aparentemente Quileabe morrera cedo, pois após  não há mais menção ao seu nome. Mas se Davi quisesse poderia escolher um dos filhos mais jovens e rejeitar a Absalão. Tal direito foi exercido quando Davi escolheu a Salomão, e este tornou-se rei, embora não fosse ele o herdeiro presuntivo por questão de idade. Em  havia uma predição de que o rei seria sucedido por um filho que na época da profecia ainda não havia nascido. Muitos tinham conhecimento disso, talvez até mesmo Absalão. Com astúcia, Absalão convenceu a muitos para a sua causa, dando a entender que seria melhor juiz que seu pai.

### A revolta
Os planos de Absalão começaram a se concretizar. Após quatro anos de seu retorno de Gesur a Jerusalém, ele já se encontrava preparado para dar o seu golpe. Retirou-se para Hebrom e ali se declarou rei. Contava com o apoio de grande parte da população e Davi teve que deixar Jerusalém e ir para Maanaim, do outro lado do rio Jordão, para se proteger e planejar sua resistência.

### Triunfo de Davi em Jerusalém
Quando Absalão descobriu que Davi não se encontrava mais em Jerusalém, foi para lá e se apossou do poder sem qualquer resistência. Absalão, seguindo conselhos de Aitofel, (que fora conselheiro de Davi), perseguiu a Davi procurando não lhe  dar tempo do golpe sofrido. Husai que havia sido enviado por Davi para ajudá-lo junto a Absalão, procurando ganhar tempo, convenceu a Absalão para reunir primeiro um contingente maior de forças que lhe garantisse a vitória. Isso feito, Davi teve tempo para reunir uma força poderosa, três divisões comandadas por Joabe, Abisai e Itai.

### A batalha

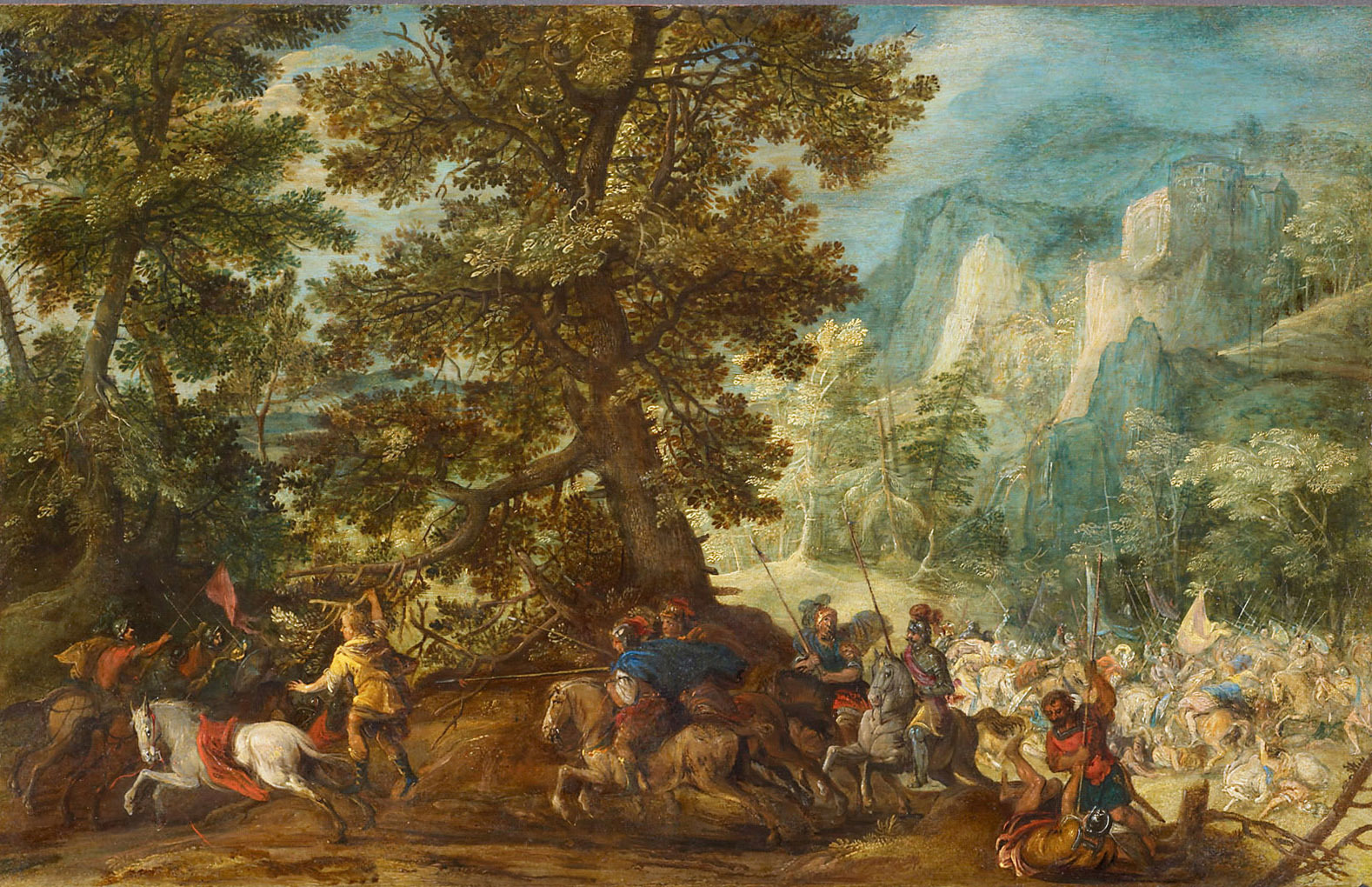
Batalha da floresta de Efraim.

Joabe, que era o comandante-em-chefe usou a tática de atrair o adversário para os bosques, para então cercá-lo. Fazendo assim, a maioria dos homens de Absalão foi destruída com facilidade, enquanto o restante fugiu. Isso se passou na floresta de Efraim.

### Morte de Absalão

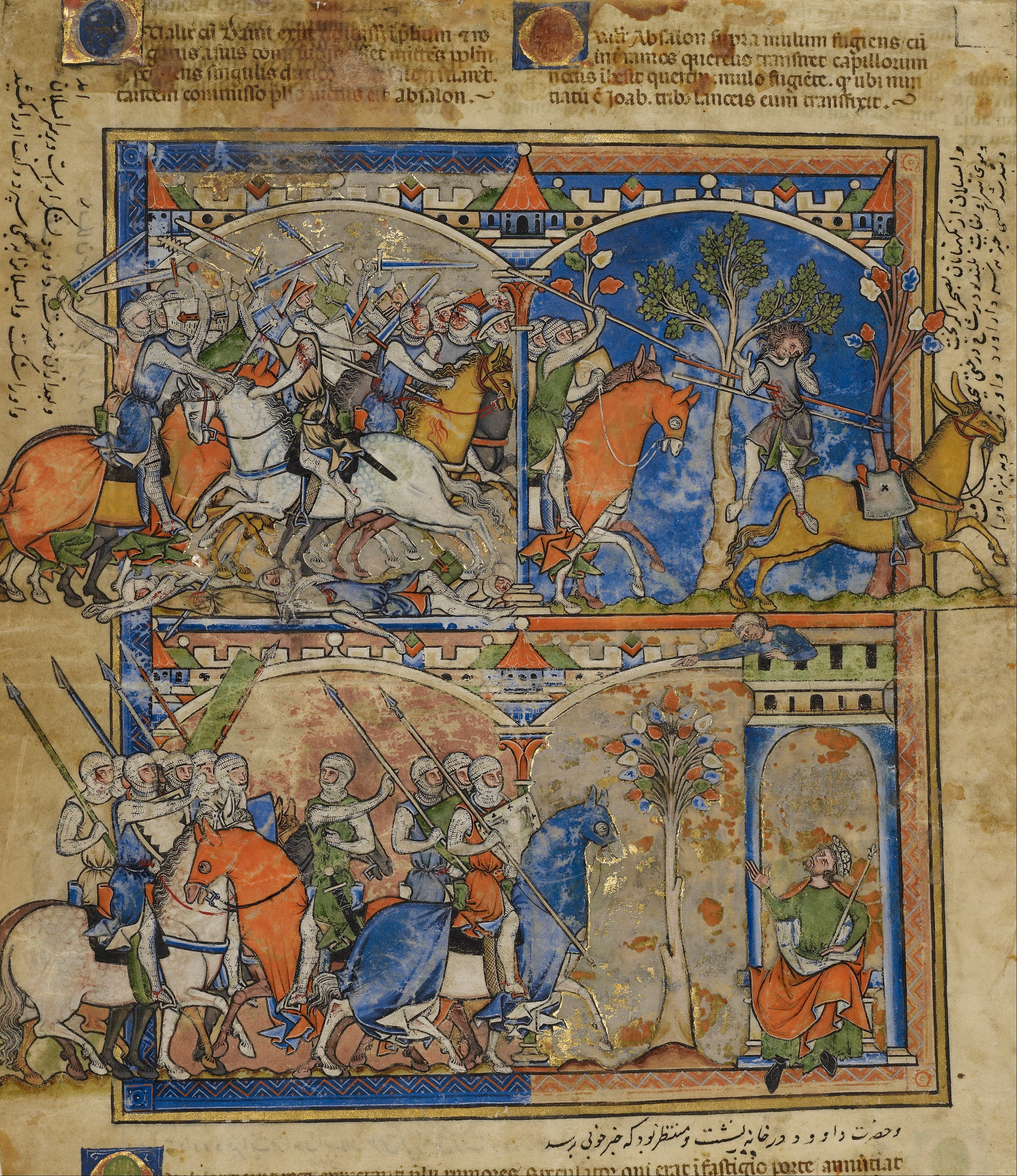
Folha da Bíblia Ilustrada de Morgan, "Cenas da Vida de Absalão", c. 1250

Quando Absalão fugia em uma mula ligeira, conforme 2 Samuel 18:9, sua cabeça ficou presa no carvalho e ele ficou suspenso no ar. Embora Davi tenha dado a ordem para que não o matassem, Joabe o transpassou com três dardos, depois dez jovens que levavam as armas de Joabe feriram a Absalão e o mataram. Seu corpo foi jogado em uma cova, com um monte de pedras por cima em cerca de 967 a.C.

### A tristeza de Davi

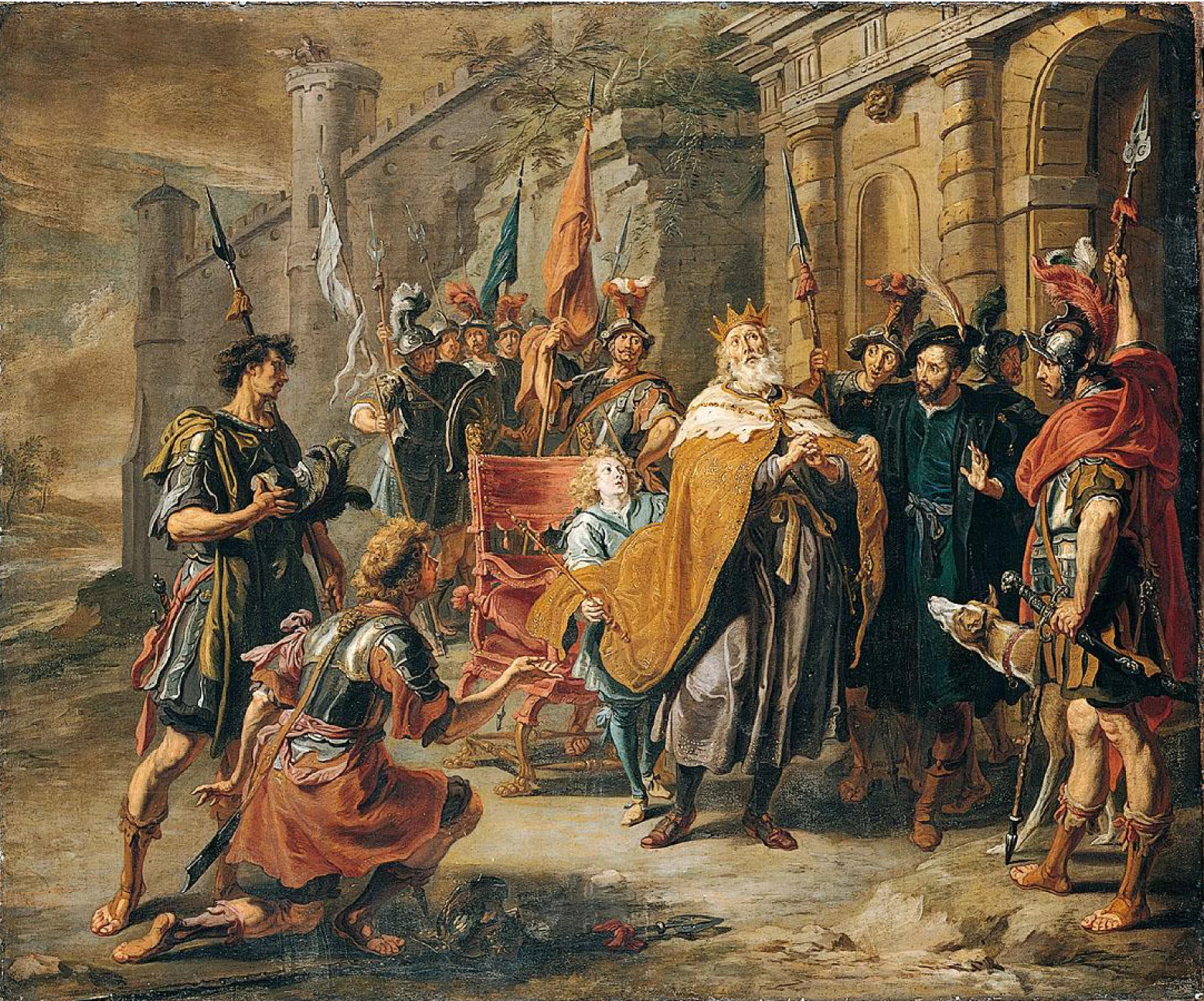
Davi lamenta a morte de Absalão.

O amor de Davi por Absalão sempre permaneceu o mesmo e a notícia de sua morte causou-lhe uma profunda tristeza. Davi parece ter sido um pai amoroso, mas fraco, por dar preferências a um em detrimento de outro, o que talvez explicasse o desvio de Absalão.

## Família
Absalão foi pai de 3 filhos e de uma filha com o mesmo nome da irmã, Tamar.